# Fluorid boritý
Fluorid boritý je ostře štiplavě páchnoucí bezbarvý toxický plyn s hustotou více než dvakrát (2,37×) větší než vzduch.

## Příprava
Fluorid boritý lze připravit přímým slučováním elementárního bóru s plynným fluorem za zvýšené teploty
2 B + 3 F2 → 2 BF3;
reakce je značně prudká, proto bývá plynný fluor ředěn dusíkem, který slouží jako inertní plyn. Obvykle se však BF3 připravuje reakcí oxidu boritého s fluorovodíkem
B2O3 + 6 HF → 2 BF3 + 3 H2O.

## Vlastnosti

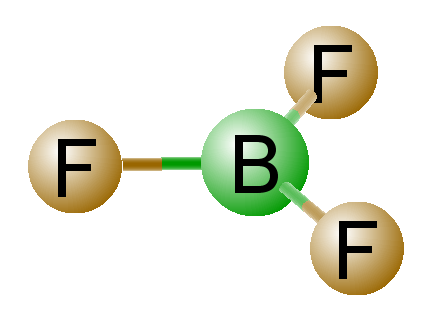
Molekulární geometrie BF_{3}

Molekula fluoridu boritého je planární (rovinná) a má trojčetnou symetrii (bodová grupa symetrie D3h). Vzhledem k této symetrii nemá tato molekula dipólový moment, ačkoliv jednotlivé vazby B—F jsou samy o sobě značně polarizované se záporným nábojem na atomu fluoru a s kladným na atomu bóru.
Vzhledem k tomu, že valenční elektronová slupka atomu bóru v této molekule je neúplně obsazená pouze šesti elektrony (je elektronově deficitní), funguje jako elektron akceptor a v reakcích vystupuje jako Lewisova kyselina. Proto se molekula fluoridu boritého váže s molekulami obsahujícími volný elektronový pár. Např. s fluorovodíkem vytváří kyselinu tetrafluoroboritou
BF3 + HF → HBF4;
podobně s fluoridovými solemi, např. fluoridem draselným vytváří komplexní soli
KF + BF3 → K[BF4],
v tomto případě tetrafluoroboritan draselný.
S menšími molekulami, jejichž některý atom má volný elektronový pár, tvoří adiční sloučeniny. Např. s vodou vytváří relativně stabilní komplex
BF3 + H2O → F3B−—O+H2,
který se jen pozvolna za normální teploty rozkládá na kyselinu difluoroboritou a fluorovodík
F3B−—O+H2 → HF + HBOF2.
Tato hydrolýza může proběhnout, byť pomalu a méně snadno, než tomu je u jiných halogenidů boritých (např. u chloridu boritého), sumárně až k rozkladu na kyselinu boritou
BF3 + 3 H2O → H3BO3 + 3 HF.
V důsledku toho se při styku plynného fluoridu boritého s vlhkým vzduchem vytváří dým, tvořený směsí pevných hydrolytických produktů. Probíhá-li však hydrolýza ve vodném prostředí (např. rozpouštěním BF3 ve vodě), vzniká jako výsledný produkt směsný roztok, tvořený kyselinou boritou, kyselinou tetrafluoroboritou a kyselinou fluorovodíkovou
2 BF3 + 3 H2O → H3BO3 + 2 HF + HBF4.
S amoniakem vytváří fluorid boritý stabilní komplex
BF3 + NH3 → F3B−—N+H3.
Významná je tvorba komplexu s diethyletherem
BF3 + CH3OCH3 → F3B−—O+(CH3)2.
Tato sloučenina je za normálních podmínek kapalná a používá se při řadě aplikací ke skladování jinak nebezpečného fluoridu boritého nebo při manipulaci s ním.

## Použití
Fluorid boritý se používá v iontové implantaci pro vnášení atomů bóru (dopování) do monokrystalických vrstev křemíku pří výrobě polovodičů typu p. Obdobně se pro implantaci používá fluorid arsenitý nebo fluorid fosforečný pro implantaci arsenu, resp. fosforu.

## Fyziologické působení
Plynný fluorid boritý při nadechnutí uvolňuje působením vody ve sliznicích fluorovodík, který je dráždí. Ve větším množství může způsobit poleptání sliznic nebo kůže, případně až edém plic.